# شمیم حلی
ابوالحسن علی بن حسن حِلّی شهرت‌یافته به شُمَیم حِلّی (؟ - ۱۲۰۵) فقیه شیعه، زبان‌شناس، نویسنده و شاعر عربی عراقی در سدهٔ ششم هجری بود.